# Симарубовые
Симарубовые (лат. Simaroubaceae) — семейство двудольных растений, входящее в порядок Сапиндоцветные, включающее в себя около 20 родов и 200 видов деревьев, кустарников и полукустарников, произрастающих в тропических, реже в умеренных областях планеты.

## Ботаническое описание
Для симарубовых характерны очередные, реже супротивные, перистые или простые листья без прилистников. Их цветки, в основном, мелкие однополые, собранные в метёлки или кисти. Строение и форма плодов разнообразны, но все они имеют очень тонкий эндосперм или не имеют его вовсе. Встречаются ягодовидные, костянковидные, крылатковидные и коробочковидные плоды.

## Хозяйственное значение и применение
Многие виды симарубовых содержат в коре и древесине горечи, используемые как лекарственные и тонизирующие средства. Особенно известны в этом отношении виды рода Quassia. Вид Айлант высочайший (Ailanthus altissima) обладает способностью к быстрой натурализации, благодаря чему получил репутацию международного городского сорняка.

## Роды
Семейство Симарубовые включает 21 род:
- Ailanthus Desf. — Айлант
- Amaroria A.Gray
- Brucea J.F.Mill. — Бруцея
- Castela Turpin — Кастела
- Eurycoma Jack — Эврикома
- Gymnostemon Aubrév. & Pellegr.
- Hannoa Planch.
- Iridosma Aubrév. & Pellegr.
- Laumoniera Noot.
- Leitneria Chapm. — Лейтнерия
- Nothospondias Engl.
- Odyendea Pierre ex Engl.
- Perriera Courchet
- Picrasma Blume — Пикрасма
- Picrolemma Hook.f.
- Pierreodendron Engl.
- Quassia L. — Квассия
- Samadera Gaertn.
- Simaba Aubl.
- Simarouba Aubl. typus — Симаруба
- Soulamea Lam.

### Исключённые роды
- Allantospermum Forman → Иксонантовые (Ixonanthaceae)
- Alvaradoa Liebm. — Альварадоа → Пикрамниецветные (Picramniaceae)
- Desbordesia Pierre ex Tiegh. → Ирвингиевые (Irvingiaceae)
- Harrisonia R.Br. ex A.Juss. → Рутовые (Rutaceae)
- Irvingia Hook.f. — Ирвингия → Ирвингиевые (Irvingiaceae)
- Kirkia Oliv. → Киркиевые (Kirkiaceae)
- Klainedoxa Pierre ex Engl. → Ирвингиевые (Irvingiaceae)
- Picramnia Sw. — Пикрамния → Пикрамниецветные (Picramniaceae)
- Pleiokirkia Capuron → Киркиевые (Kirkiaceae)
- Recchia Sessé & Moc. ex DC. → Суриановые (Surianaceae)[2]